# Orest Group
 (septembre 2023).
Orest Group est une entreprise française qui crée et fabrique des bijoux pour des marques, créée en 1963.
En 2021, le groupe détient 50 % du marché des alliances de mariage en France (au total 200 000 mariages en moyenne chaque année). Mais cette activité ne représente que 15 % de son chiffre d'affaires, le reste étant lié au luxe, dans lequel Orest réalise 75 millions d'euros de vente en 2021.
En 2022, son chiffre d'affaires atteint 100 millions d'euros, passant du simple au double en quatre années. En 2023, la holding Platinum Invest qui détient Orest passe sous contrôle de LVMH.
La manufacture historique et principale d'Orest est situé à Erstein, dans la zone industrielle. Il s'agit de son siège social. Erstein est situé en Alsace, à 15 minutes de Strasbourg, une des capitales européennes. Ce site emploie environ 450 employés. En 2021, Orest ouvre une nouvelle manufacture, à Saint-Dié, en plus de son site à Erstein,, et y injecte 7,5 millions d'euros en 2023 pour répondre à la demande croissante des marques de luxe.